# Celtis hypoleuca
Celtis hypoleuca es una especie de planta   perteneciente a la familia  Cannabaceae. Es endémica de  Nueva Caledonia.

## Taxonomía
Celtis hypoleuca fue descrita por Jules Emile Planchon y publicado en Prodr. 17: 183 1873.
Etimología
Celtis: nombre genérico que deriva de céltis f. – lat. celt(h)is  = en Plinio el Viejo, es el nombre que recibía en África el "lotus", que para algunos glosadores es el azufaifo (Ziziphus jujuba Mill., ramnáceas) y para otros el almez (Celtis australis L.)
hypoleuca: epíteto latíno que significa "blanca por debajo".